# Xenohammus
Xenohammus es un género de escarabajos longicornios de la subfamilia Lamiinae. Fue descrito por Schwarzer en 1931.

## Especies
- Xenohammus albomaculatus W. Wang y Chiang, 2000
- Xenohammus assamensis (Breuning, 1935)
- Xenohammus bimaculatus Schwarzer, 1931
- Xenohammus griseomarmoratus Breuning, 1956
- Xenohammus laterinotatus Gouverneur y Chemin, 2024
- Xenohammus lumawigi Breuning, 1980
- Xenohammus luteodispersus (Pic, 1927)
- Xenohammus nebulosus Schwarzer, 1931
- Xenohammus nigromaculatus (Pic, 1926)
- Xenohammus quadriplagiatus Breuning, 1938